# Jean-Luc Brassard
Jean-Luc Brassard (ur. 24 sierpnia 1972 w Salaberry-de-Valleyfield) – kanadyjski narciarz, specjalista narciarstwa dowolnego. Jego największym sukcesem jest złoty medal w jeździe po muldach wywalczony na igrzyskach olimpijskich w Lillehammer. Wywalczył także złote medale w jeździe po muldach na mistrzostwach świata w Altenmarkt i mistrzostwach w Iizuna. W tej samej konkurencji zdobył srebrny medal na mistrzostwach w La Clusaz. Najlepsze wyniki w Pucharze Świata osiągnął w sezonach 1992/1993 oraz 1996/1997, kiedy to zajmował 3. miejsce w klasyfikacji generalnej, a w klasyfikacji jazdy po muldach wywalczył małą kryształową kulę. Pierwsze miejsce w klasyfikacji jazdy po muldach zajął także w sezonie 1995/1996.
W 1998 był chorążym kanadyjskiej ekipy olimpijskiej. W 2002 zakończył karierę.

## Osiągnięcia

### Igrzyska olimpijskie
| Miejsce | Dzień     | Rok  | Miejscowość    | Konkurencja      | Zwycięzca       |
| ------- | --------- | ---- | -------------- | ---------------- | --------------- |
| 7.      | 13 lutego | 1992 | Albertville    | Jazda po muldach | Edgar Grospiron |
| 1.      | 16 lutego | 1994 | Lillehammer    | Jazda po muldach | -               |
| 4.      | 11 lutego | 1998 | Nagano         | Jazda po muldach | Jonny Moseley   |
| 21.     | 12 lutego | 2002 | Salt Lake City | Jazda po muldach | Janne Lahtela   |

### Mistrzostwa świata
| Miejsce | Dzień     | Rok  | Miejscowość | Konkurencja                 | Zwycięzca       |
| ------- | --------- | ---- | ----------- | --------------------------- | --------------- |
| 12.     | 14 lutego | 1991 | Lake Placid | Jazda po muldach            | Edgar Grospiron |
| 1.      | 13 marca  | 1993 | Altenmarkt  | Jazda po muldach            | -               |
| 2.      | 18 lutego | 1995 | La Clusaz   | Jazda po muldach            | Edgar Grospiron |
| 1.      | 8 lutego  | 1997 | Iizuna      | Jazda po muldach            | -               |
| 36.     | 10 marca  | 1999 | Meiringen   | Jazda po muldach            | Janne Lahtela   |
| 5.      | 14 marca  | 1999 | Meiringen   | Jazda po muldach podwójnych | Johann Grégoire |

### Puchar Świata

#### Miejsca w klasyfikacji generalnej
- sezon 1990/1991: 24.
- sezon 1991/1992: 9.
- sezon 1992/1993: 3.
- sezon 1993/1994: 9.
- sezon 1994/1995: 13.
- sezon 1995/1996: 7.
- sezon 1996/1997: 4.
- sezon 1997/1998: 9.
- sezon 1998/1999: 9.
- sezon 1999/2000: 17.
- sezon 2001/2002: 14.

#### Miejsca na podium
1. Breckenridge – 19 stycznia 1991 (Jazda po muldach) – 2. miejsce
2. Mont Gabriel – 2 lutego 1991 (Jazda po muldach) – 1. miejsce
3. Tignes – 2 grudnia 1991 (Jazda po muldach) – 2. miejsce
4. Zermatt – 12 grudnia 1991 (Jazda po muldach) – 1. miejsce
5. Piancavallo – 17 grudnia 1991 (Jazda po muldach) – 3. miejsce
6. Morzine – 21 grudnia 1991 (Jazda po muldach) – 3. miejsce
7. Lake Placid – 24 stycznia 1992 (Jazda po muldach) – 2. miejsce
8. Oberjoch – 1 lutego 1992 (Jazda po muldach) – 2. miejsce
9. Madarao – 7 marca 1992 (Jazda po muldach) – 3. miejsce
10. Altenmarkt – 13 marca 1992 (Jazda po muldach) – 3. miejsce
11. Tignes – 12 grudnia 1992 (Jazda po muldach) – 2. miejsce
12. Piancavallo – 19 grudnia 1992 (Jazda po muldach) – 1. miejsce
13. Whistler Blackcomb – 9 stycznia 1993 (Jazda po muldach) – 2. miejsce
14. Lake Placid – 22 stycznia 1993 (Jazda po muldach) – 1. miejsce
15. Le Relais – 30 stycznia 1993 (Jazda po muldach) – 1. miejsce
16. La Clusaz – 11 lutego 1993 (Jazda po muldach) – 2. miejsce
17. Hasliberg – 20 lutego 1993 (Jazda po muldach) – 1. miejsce
18. Livigno – 17 marca 1993 (Jazda po muldach) – 1. miejsce
19. Lillehammer – 27 marca 1993 (Jazda po muldach) – 2. miejsce
20. Lillehammer – 27 marca 1993 (Jazda po muldach) – 1. miejsce
21. Whistler Blackcomb – 8 stycznia 1994 (Jazda po muldach) – 2. miejsce
22. Whistler Blackcomb – 8 stycznia 1994 (Jazda po muldach) – 1. miejsce
23. Lake Placid – 21 stycznia 1994 (Jazda po muldach) – 2. miejsce
24. Lake Placid – 21 stycznia 1994 (Jazda po muldach) – 1. miejsce
25. Le Relais – 29 stycznia 1994 (Jazda po muldach) – 1. miejsce
26. Le Relais – 29 stycznia 1994 (Jazda po muldach) – 1. miejsce
27. La Clusaz – 3 lutego 1994 (Jazda po muldach) – 2. miejsce
28. Hundfjället – 8 lutego 1994 (Jazda po muldach) – 1. miejsce
29. Altenmarkt – 4 marca 1994 (Jazda po muldach) – 1. miejsce
30. Altenmarkt – 4 marca 1994 (Jazda po muldach) – 2. miejsce
31. Kirchberg in Tirol – 6 marca 1994 (Jazda po muldach) – 1. miejsce
32. Hasliberg – 12 marca 1994 (Jazda po muldach) – 1. miejsce
33. Whistler Blackcomb – 7 stycznia 1995 (Jazda po muldach) – 3. miejsce
34. Whistler Blackcomb – 7 stycznia 1995 (Jazda po muldach) – 3. miejsce
35. Breckenridge – 14 stycznia 1995 (Jazda po muldach) – 3. miejsce
36. Le Relais – 21 stycznia 1995 (Jazda po muldach) – 3. miejsce
37. Lake Placid – 27 stycznia 1995 (Jazda po muldach) – 3. miejsce
38. Lake Placid – 27 stycznia 1995 (Jazda po muldach) – 3. miejsce
39. Oberjoch – 3 lutego 1995 (Jazda po muldach) – 2. miejsce
40. Kirchberg in Tirol – 22 lutego 1995 (Jazda po muldach) – 3. miejsce
41. Kirchberg in Tirol – 22 lutego 1995 (Jazda po muldach) – 2. miejsce
42. Lillehammer – 5 marca 1995 (Jazda po muldach) – 3. miejsce
43. Hundfjället – 9 marca 1995 (Jazda po muldach) – 3. miejsce
44. Hundfjället – 9 marca 1995 (Jazda po muldach) – 2. miejsce
45. Tignes – 10 grudnia 1995 (Jazda po muldach) – 1. miejsce
46. Tignes – 10 grudnia 1995 (Jazda po muldach) – 1. miejsce
47. Mont Tremblant – 27 stycznia 1996 (Jazda po muldach) – 1. miejsce
48. Kirchberg in Tirol – 4 lutego 1996 (Jazda po muldach) – 1. miejsce
49. Kirchberg in Tirol – 4 lutego 1996 (Jazda po muldach) – 1. miejsce
50. La Clusaz – 14 lutego 1996 (Jazda po muldach) – 1. miejsce
51. La Clusaz – 14 lutego 1996 (Jazda po muldach) – 2. miejsce
52. Hundfjället – 6 marca 1996 (Jazda po muldach) – 3. miejsce
53. Hundfjället – 6 marca 1996 (Jazda po muldach) – 1. miejsce
54. Altenmarkt – 15 marca 1996 (Jazda po muldach) – 2. miejsce
55. Altenmarkt – 15 marca 1996 (Jazda po muldach) – 1. miejsce
56. Hasliberg – 23 marca 1996 (Jazda po muldach) – 1. miejsce
57. Hasliberg – 23 marca 1996 (Jazda po muldach) – 2. miejsce
58. Tignes – 6 grudnia 1996 (Jazda po muldach) – 1. miejsce
59. Tignes – 8 grudnia 1996 (Muldy podwójne) – 1. miejsce
60. La Plagne – 13 grudnia 1996 (Jazda po muldach) – 3. miejsce
61. Mont Tremblant – 9 stycznia 1997 (Jazda po muldach) – 2. miejsce
62. Mont Tremblant – 9 stycznia 1997 (Jazda po muldach) – 3. miejsce
63. Lake Placid – 12 stycznia 1997 (Jazda po muldach) – 1. miejsce
64. Altenmarkt – 7 marca 1997 (Jazda po muldach) – 1. miejsce
65. Altenmarkt – 7 marca 1997 (Jazda po muldach) – 2. miejsce
66. Hundfjället – 13 marca 1997 (Jazda po muldach) – 3. miejsce
67. Tignes – 6 grudnia 1997 (Muldy podwójne) – 1. miejsce
68. La Plagne – 19 grudnia 1997 (Jazda po muldach) – 3. miejsce
69. Mont Tremblant – 11 stycznia 1998 (Jazda po muldach) – 1. miejsce
70. Whistler Blackcomb – 24 stycznia 1998 (Jazda po muldach) – 1. miejsce
71. Altenmarkt – 14 marca 1998 (Jazda po muldach) – 3. miejsce
72. Mont Tremblant – 9 stycznia 1999 (Jazda po muldach) – 1. miejsce
73. Whistler Blackcomb – 30 stycznia 1999 (Jazda po muldach) – 2. miejsce
74. Whistler Blackcomb – 30 stycznia 1999 (Jazda po muldach) – 3. miejsce
75. Inawashiro – 17 lutego 1999 (Jazda po muldach) – 2. miejsce
76. Madarao – 29 stycznia 2000 (Muldy podwójne) – 3. miejsce
77. Lake Placid – 19 stycznia 2002 (Jazda po muldach) – 3. miejsce

- W sumie 33 zwycięstwa, 22 drugie i 22 trzecie miejsca.